# Bully (film 2001)
Bully  è un film del 2001 diretto da Larry Clark, presentato alla 58ª Mostra internazionale d'arte cinematografica di Venezia dello stesso anno. Il film si basa il libro Bully: A True Story of High School Revenge di Jim Schutze, che a sua volta si ispira all'omicidio di Bobby Kent avvenuto nel 1993.

## Trama
Ali Willis e Lisa Connelly, due ex studentesse di un liceo della South Florida, fanno amicizia con Bobby Kent e Marty Puccio, dipendenti di una gastronomia locale, ed escono con loro in un doppio appuntamento che termina con dei rapporti sessuali sulla stessa auto, tra Ali e Bobby e tra Lisa e Marty. Successivamente, Bobby stupra Lisa dopo aver picchiato brutalmente Marty; Lisa scopre di essere incinta e teme che il bambino possa essere di Bobby. 
Bobby abusa emotivamente e fisicamente di Marty ed è aggressivo anche nei confronti delle donne; in un'occasione, violenta Ali costringendola a guardare del porno gay. Mary afferma che Bobby probabilmente ha approfittato della sua dipendenza di droghe, sviluppata quando era giovane, per approfittarsi di lui da quando erano ragazzini. Marty e Bobby vanno in un bar gay e Bobby costringe Marty a ballare in biancheria intima per soldi, godendo della sua umiliazione. 
Lisa propone al gruppo di uccidere Bobby. Vengono reclutati il nuovo fidanzato di Ali, il tossicodipendente Donny Semenec; l'amica problematica di Ali, Heather Swallers, appena uscita dalla riabilitazione; e il timido e nerd cugino di Lisa, Derek Dzvirko. Il gruppo inizialmente pianifica di uccidere Bobby con una pistola rubata alla madre di Lisa e attira l'uomo in una trappola progettando di assassinarlo mentre fa sesso con Ali, ma Lisa, che dovrebbe premere il grilletto, non trova il coraggio. I sei capiscono di avere bisogno di aiuto e assumono un presunto sicario, Derek Kaufman, in realtà un amico di Ali più grande di loro e dal comportamento arrogante.
Il gruppo attira nuovamente Bobby in trappola e Donny, Kaufman e Marty pugnalano ripetutamente Bobby, gli tagliano la gola e lo colpiscono con una mazza da baseball; mentre Bobby è ancora vivo, Kaufman costringe Dzvirko ad aiutare a trasportare il corpo in una palude, così che gli alligatori possano divorare il cadavere.
Il gruppo è costretto a tornare nella palude a recuperare il fodero di un coltello che Marty ha fatto cadere e trova il cadavere di Bobby divorato dai granchi. Lisa, Dzvirko, Ali e Heather non credono di aver fatto nulla di male, dato che non hanno partecipato direttamente alla morte di Bobby e Lisa decide di disfarsi del coltello, unica prova che li colleghi al crimine.
Tormentati da quanto accaduto, Dzvirko e Lisa rivelano ad altri amici cosa hanno fatto e Ali informa anonimamente i media della morte di Bobby. Lisa scopre che Kaufman è stato arrestato per l'omicidio e gran parte del gruppo decide di costituirsi alle autorità, tranne Marty, che viene arrestato.
Qualche tempo dopo, il gruppo (tra cui Lisa, visibilmente incinta) viene processato e finisce per discutere in aula davanti a tutti in quanto si accusano l'un l'altro per l'omicidio. Durante i titoli di coda viene rivelato che Derek Kaufman, Donny Semenec e Lisa Connelly sono stati condannati all'ergastolo, Ali Willis a quarant'anni, Derek Dzvirko a undici anni, Heather Swallers a sette anni e Marty Puccio alla pena di morte, revocata nel 1997.